# Битва при Алігарху
Облога Алігарху (битва при Алігарху) — один з епізодів боротьби Імперії Маратха та Британської Ост-Індійської компанії під час другої англо-маратхської війни 1803—1805 років.
Форт Аліґарх — одна з найсильніших та укріплених фортець в Індії, гарнізоном командував французький найманий офіцер П'єр Кульє-Перрон (Pierre Cuillier-Perron). Облогу форту 1 вересня 1803 року почав британський 76-й полк (76th Regiment of Foot) — надалі відомий як Йоркширський полк (Yorkshire Regiment) — під керівництвом Джерарда Лейка. Форт був захоплений британськими силами 4 вересня, при цьому рови навколо укріплення були заставлені рогатками, зведеними французьким військовиками. Оборона мурів була укріплена французькою артилерією, позиції займали французькі військові. Втрати британців у битві становили 900 убитими.